# Kijabe paradoxa
Kijabe paradoxa är en spindelart som beskrevs av Lucien Berland 1914. Kijabe paradoxa ingår i släktet Kijabe och familjen dansspindlar. Inga underarter finns listade i Catalogue of Life.